# Corydalis aquilegioides
Corydalis aquilegioides är en vallmoväxtart som beskrevs av Z.Y. Su. Corydalis aquilegioides ingår i släktet nunneörter, och familjen vallmoväxter. Inga underarter finns listade i Catalogue of Life.